# 結城市
結城市（ゆうきし）は、茨城県県西地域に位置する市。常総台地の一部である結城台地と呼ばれる地域にある。

## 概要
北部の市街地は中世城下町の原形をとどめ、主に明治時代初期から大正時代に建てられた見世蔵など古い町並みがみられる。一方、南部は農業地域で、鬼怒川流域には肥沃な水田地帯が広がっているほか、白菜、トウモロコシ、トマトなどの露地栽培が盛んで首都圏の生鮮野菜供給地となっている。2019年（平成31年）の地目別面積によると、土地利用では畑が約4割、宅地と田がそれぞれ約2割を占めている。
伝統産業として全国的に有名な結城紬（絹織物。国の重要無形文化財）がある。結城紬は、2010年11月16日にユネスコの無形文化遺産に登録された。

## 地理
東経139度54分、北緯36度19分に位置する。関東平野の北部に位置し、平坦で起伏に乏しい。
旧国名では下総国の最北端に属する。
- 河川:鬼怒川、田川、西仁連川

### 隣接している自治体
東は鬼怒川を挟み筑西市と、南は古河市、八千代町と隣接し、北と西は栃木県小山市に接する。
北側・西側を栃木県との県境に囲まれ、茨城県の他市町村とは鬼怒川によって隔てられているため、文化（方言等）・経済・交通面で栃木県との関わりが深い。特に隣接する小山市とは小山都市圏に属する密接な関わりがある。南北の交通網が茨城県の他市町村と明らかに異なる古河市ほどではないが、県南（つくば市など）・県北（日立市など）・鹿行地域（鹿嶋市など）との繋がりは少ない。

## 歴史
- 『古語拾遺』は、神武東征において橿原宮を造営した天富命が、阿波国に続いて房総を開拓し、穀の木の生育した当地は結城郡と言われた。
- 古代より、ふさ（麻の転）や木綿（ゆう）（穀や楮などのコウゾ属の繊維）の産地として総の国のゆうきと呼ばれ、令制国の下総国に属した。
- 奈良時代頃から結城紬の特産地として発展してきた。
- 鎌倉時代には小山氏から分かれた結城朝光が館を構え、以後、鎌倉以来の名家結城氏(関八家)の城下町となる。
- 1440年（永享12年）結城合戦。
- 元禄13年（1700年）、水野家宗家筋の水野勝長が能登より1万8,000石で封じられ、以後明治維新まで結城藩水野氏10代がこの地を治めた。なお、現在は結城市の一部となっている山川村には江戸時代初期に山川藩があり、結城藩とは同族別家の水野氏が治めていた。この縁で、天保の改革で知られる水野忠邦の墓所がここにある。
- 明治時代になり茨城県に編入。

### 年表
- 1889年（明治22年）
  - 1月16日 - 水戸鉄道（現在の水戸線）が開業。
  - 4月1日 - 町村制施行に伴い、結城郡に現在の市域となる結城町・絹川村・江川村・上山川村・山川村が誕生。
- 1953年（昭和28年）5月18日 - 国道122号（現在の国道50号）が制定。
- 1954年（昭和29年）
  - 3月14日 - 山川村が結城町に編入。
  - 3月15日 - 結城町、上山川村、絹川村、江川村の1町3村が合併し市制施行、結城市となる。（茨城県下6番目、県内では、同日に下館市も市制施行。）
- 2000年（平成12年）12月 - 土地区画整理に伴う新しい町名として、大橋町・中央町1丁目〜2丁目・新福寺1丁目〜6丁目・城南町1丁目（旧大字結城の一部）が設定される[4]。

### 行政区域変遷
- 変遷の年表

| 結城市市域の変遷（年表） | 結城市市域の変遷（年表） | 結城市市域の変遷（年表） |
| 年                       | 月日                     | 結城市市域に関連する行政区域変遷 |
| ------------------------ | ------------------------ | --- |
| 1889年（明治22年）       | 4月1日                   | 町村制施行により、以下の町村がそれぞれ発足。 - 結城町 ← 結城町・大谷瀬村・五助村・小田林村 - 山川村 ← 山王村・浜野辺村・芳賀崎村・水海道村・古宿新田・粕礼村・今宿村・新宿村・新宿新田・善右衛門新田 - 絹川村 ← 久保田村・小森村・中村・鹿窪村・林村 - 江川村 ← 田間村・上成村・武井村・北南茂呂村・東茂呂村・七五三場村・大木村・大町新田 - 上山川村 ← 山上山川村・矢畑村 |
| 1954年（昭和29年）       | 3月15日                  | 山川村は結城町に編入。 |
| 1954年（昭和29年）       | 3月14日                  | 絹川村・江川村・上山川村は結城町に編入。 - 同日、結城町は市制施行し結城市になる。 |
| 1985年（昭和55年）       |                          | - 三和町の一部（尾崎の一部）は結城市に編入。 - 結城市の一部（北南茂呂・東茂呂・七五三場の各一部）は三和村に編入。 - 結城市の一部（結城・大谷瀬の各一部）は栃木県小山市に編入。 |

- 変遷表

|  | 結城町       | 明治19年 結城町   | 結城町   | 結城町   | 昭和29年3月15日 市制         | 結城市 | 結城市 |
|  | 作野谷村     | 明治19年 結城町   | 結城町   | 結城町   | 昭和29年3月15日 市制         | 結城市 | 結城市 |
|  | 大谷瀬村     |                   | 結城町   | 結城町   | 昭和29年3月15日 市制         | 結城市 | 結城市 |
|  | 五助村       |                   | 結城町   | 結城町   | 昭和29年3月15日 市制         | 結城市 | 結城市 |
|  | 小田林村     |                   | 結城町   | 結城町   | 昭和29年3月15日 市制         | 結城市 | 結城市 |
|  | 久保田村     | 久保田村          | 絹川村   | 絹川村   | 昭和29年3月15日 結城町に編入 | 結城市 | 結城市 |
|  | 小森村       | 明治元年 小森村   | 絹川村   | 絹川村   | 昭和29年3月15日 結城町に編入 | 結城市 | 結城市 |
|  | 小森村新田   | 明治元年 小森村   | 絹川村   | 絹川村   | 昭和29年3月15日 結城町に編入 | 結城市 | 結城市 |
|  | 中村         | 明治元年 中村     | 絹川村   | 絹川村   | 昭和29年3月15日 結城町に編入 | 結城市 | 結城市 |
|  | 中村新田村   | 明治元年 中村     | 絹川村   | 絹川村   | 昭和29年3月15日 結城町に編入 | 結城市 | 結城市 |
|  | 鹿窪村       |                   | 絹川村   | 絹川村   | 昭和29年3月15日 結城町に編入 | 結城市 | 結城市 |
|  | 林村         |                   | 絹川村   | 絹川村   | 昭和29年3月15日 結城町に編入 | 結城市 | 結城市 |
|  | 田間村       | 田間村            | 江川村   | 江川村   | 昭和29年3月15日 結城町に編入 | 結城市 | 結城市 |
|  | 上成村       |                   | 江川村   | 江川村   | 昭和29年3月15日 結城町に編入 | 結城市 | 結城市 |
|  | 武井村       |                   | 江川村   | 江川村   | 昭和29年3月15日 結城町に編入 | 結城市 | 結城市 |
|  | 北南茂呂村   |                   | 江川村   | 江川村   | 昭和29年3月15日 結城町に編入 | 結城市 | 結城市 |
|  | 東茂呂村     |                   | 江川村   | 江川村   | 昭和29年3月15日 結城町に編入 | 結城市 | 結城市 |
|  | 七五三場村   |                   | 江川村   | 江川村   | 昭和29年3月15日 結城町に編入 | 結城市 | 結城市 |
|  | 大木村       |                   | 江川村   | 江川村   | 昭和29年3月15日 結城町に編入 | 結城市 | 結城市 |
|  | 大町新田     |                   | 江川村   | 江川村   | 昭和29年3月15日 結城町に編入 | 結城市 | 結城市 |
|  | 上山川村     | 明治18年 上山川村 | 上山川村 | 上山川村 | 昭和29年3月15日 結城町に編入 | 結城市 | 結城市 |
|  | 結城寺村     | 明治18年 上山川村 | 上山川村 | 上山川村 | 昭和29年3月15日 結城町に編入 | 結城市 | 結城市 |
|  | 矢畑村       |                   | 上山川村 | 上山川村 | 昭和29年3月15日 結城町に編入 | 結城市 | 結城市 |
|  | 山王村       | 山王村            | 山川村   | 山川村   | 昭和29年3月14日 結城町に編入 | 結城市 | 結城市 |
|  | 浜野辺村     |                   | 山川村   | 山川村   | 昭和29年3月14日 結城町に編入 | 結城市 | 結城市 |
|  | 芳賀崎村     |                   | 山川村   | 山川村   | 昭和29年3月14日 結城町に編入 | 結城市 | 結城市 |
|  | 水海道村     |                   | 山川村   | 山川村   | 昭和29年3月14日 結城町に編入 | 結城市 | 結城市 |
|  | 古宿新田     |                   | 山川村   | 山川村   | 昭和29年3月14日 結城町に編入 | 結城市 | 結城市 |
|  | 粕礼村       |                   | 山川村   | 山川村   | 昭和29年3月14日 結城町に編入 | 結城市 | 結城市 |
|  | 今宿村       |                   | 山川村   | 山川村   | 昭和29年3月14日 結城町に編入 | 結城市 | 結城市 |
|  | 新宿村       |                   | 山川村   | 山川村   | 昭和29年3月14日 結城町に編入 | 結城市 | 結城市 |
|  | 新宿新田     |                   | 山川村   | 山川村   | 昭和29年3月14日 結城町に編入 | 結城市 | 結城市 |
|  | 善右衛門新田 |                   | 山川村   | 山川村   | 昭和29年3月14日 結城町に編入 | 結城市 | 結城市 |

## 人口

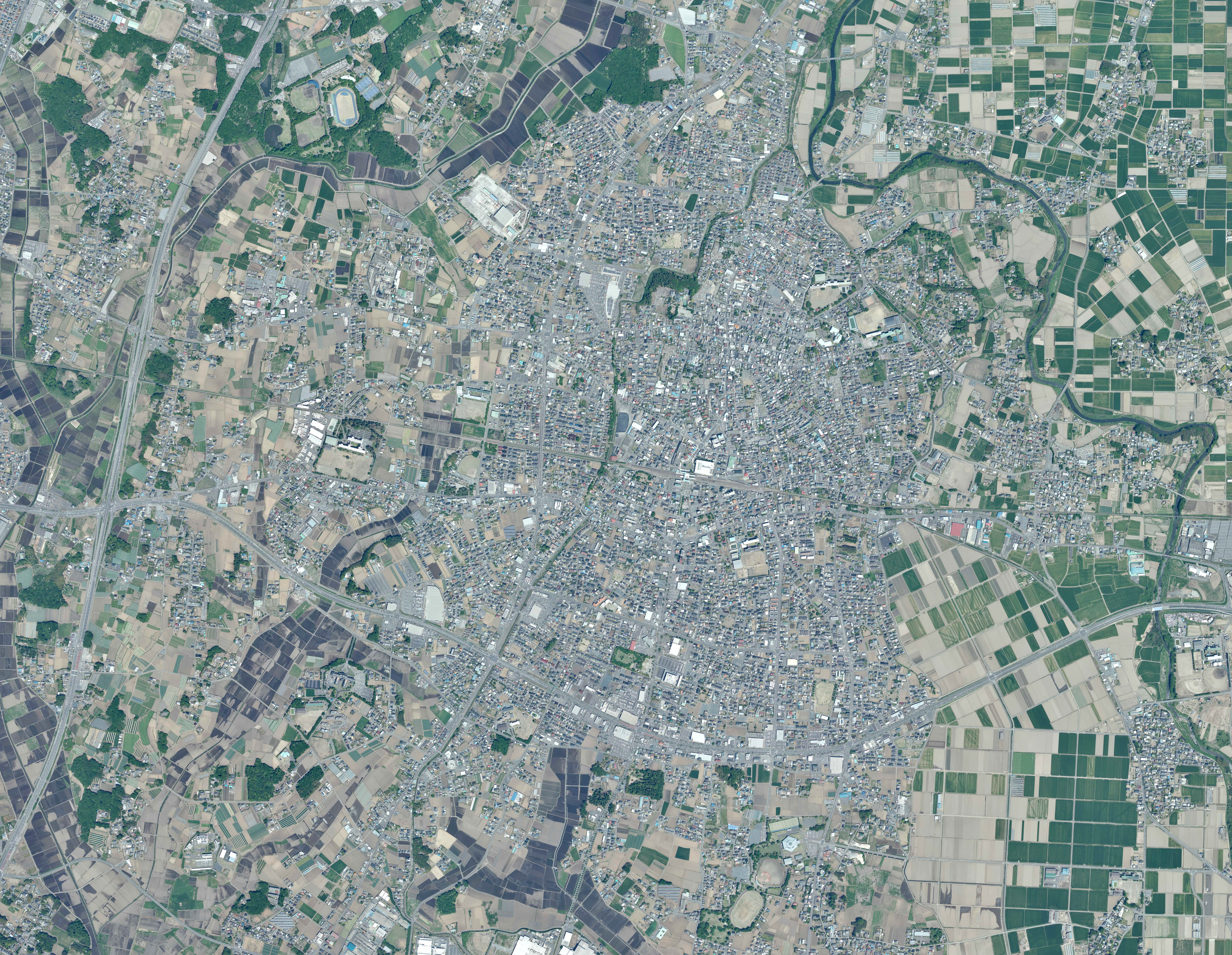
結城市中心部周辺の空中写真。2021年5月4日撮影の18枚を合成作成。。

| 結城市（に相当する地域）の人口の推移 \| 1970年（昭和45年） \| 39,561人 \| \| \| 1975年（昭和50年） \| 44,130人 \| \| \| 1980年（昭和55年） \| 49,387人 \| \| \| 1985年（昭和60年） \| 52,283人 \| \| \| 1990年（平成2年） \| 53,288人 \| \| \| 1995年（平成7年） \| 53,777人 \| \| \| 2000年（平成12年） \| 52,774人 \| \| \| 2005年（平成17年） \| 52,460人 \| \| \| 2010年（平成22年） \| 52,494人 \| \| \| 2015年（平成27年） \| 51,594人 \| \| \| 2020年（令和2年） \| 50,645人 \| \| |          |  |
| 総務省統計局 国勢調査より |          |  |
| 1970年（昭和45年） | 39,561人 |  |
| 1975年（昭和50年） | 44,130人 |  |
| 1980年（昭和55年） | 49,387人 |  |
| 1985年（昭和60年） | 52,283人 |  |
| 1990年（平成2年） | 53,288人 |  |
| 1995年（平成7年） | 53,777人 |  |
| 2000年（平成12年） | 52,774人 |  |
| 2005年（平成17年） | 52,460人 |  |
| 2010年（平成22年） | 52,494人 |  |
| 2015年（平成27年） | 51,594人 |  |
| 2020年（令和2年） | 50,645人 |  |

## 経済

### 産業
- 伝統産業:結城紬（国の重要無形文化財）、桐工芸品
- 特産品:日本酒（武勇、結城酒造）、すだれ麸、うどん、ゆでまんじゅう、結城麦酒

### 農業
- 農作物:米、かんぴょう、レタス（惚レタス）、とうもろこし（味来）、白菜（新理想）、白菜（黄菜味）

### 工業
- 結城第一工業団地等企業の誘致にも積極的である
  - レゾナック
  - アルテミラ製缶
  - 中野冷機

### 商業

#### ショッピングモール
- ヨークタウン・アクロスプラザ結城

## 行政
- 市長：小林栄（2019年8月26日就任、2期目）

### 歴代市長
| 代 | 氏名       | 就任                      | 退任                      | 備考           |
| -- | ---------- | ------------------------- | ------------------------- | -------------- |
| 1  | 木村正義   | 1954年（昭和29年）3月15日 | 1955年（昭和30年）1月13日 |                |
| 2  | 小篠雄二郎 | 1955年（昭和30年）2月6日  | 1959年（昭和34年）2月5日  |                |
| 3  | 沼田禎二郎 | 1959年（昭和34年）2月6日  | 1971年（昭和46年）2月5日  |                |
| 4  | 大木庫     | 1971年（昭和46年）2月6日  | 1979年（昭和54年）2月5日  |                |
| 5  | 奥澤順一   | 1979年（昭和54年）2月6日  | 1987年（昭和62年）2月5日  |                |
| 6  | 荒井秀吉   | 1987年（昭和62年）2月6日  | 1997年（平成9年）3月11日  | 在任中死去     |
| 7  | 平塚明     | 1997年（平成9年）4月27日  | 2003年（平成15年）7月11日 | 収賄容疑で辞職 |
| 8  | 小西栄造   | 2003年（平成15年）8月24日 | 2011年（平成23年）8月23日 |                |
| 9  | 前場文夫   | 2011年（平成23年）8月24日 | 2019年（令和元年）8月23日 |                |
| 10 | 小林栄     | 2019年（令和元年）8月24日 | 現職                      |                |

### 市役所
- 庁舎：2020年11月24日に新庁舎に移転 　設計：久米設計 　施工：安藤ハザマ　小倉　特定建設工事共同企業体

### 警察
- 茨城県結城警察署

### 消防
- 結城消防署（筑西広域市町村圏事務組合消防本部）
- 結城南出張所

### マスコットキャラクター
- まゆげった - 2012年3月15日、当市のマスコットキャラクターに就任した[7]。

## 議会

### 市議会
- 定数：18人[8]

### 県議会
- 選挙区：結城市選挙区
- 定数：１人
- 任期：2023年1月8日 - 2027年1月7日
- 投票日：2022年12月11日
- 当日有権者数：40,902人
- 投票率：38.86％

| 候補者名   | 当落 | 年齢 | 所属党派   | 新旧別 | 得票数  |
| ---------- | ---- | ---- | ---------- | ------ | ------- |
| 秋元勇人   | 当   | 51   | 無所属     | 新     | 9,465票 |
| 臼井平八郎 | 落   | 74   | 自由民主党 | 現     | 6,239票 |

### 衆議院
- 選挙区：茨城7区（古河市、結城市、下妻市、常総市、坂東市、結城郡、猿島郡）
- 投票日：2024年10月27日
- 当日有権者数：322,657人
- 投票率：52.52％

| 当落 | 候補者名 | 年齢 | 所属党派   | 新旧別 | 得票数   | 重複 |
| ---- | -------- | ---- | ---------- | ------ | -------- | ---- |
| 当   | 中村勇太 | 38   | 無所属     | 新     | 87,187票 |      |
| 比当 | 永岡桂子 | 70   | 自由民主党 | 前     | 77,224票 | ○    |

## 姉妹都市・提携都市
- 長井市（山形県）- 1983年7月　姉妹都市締結
- 福井市（福井県）- 2001年4月13日　友好都市締結
- 小山市（栃木県）- 2014年10月2日　友好都市締結（県境で接する自治体同士の友好都市は全国初）
- メッヘレン市（ベルギー王国）- 1996年10月31日　姉妹都市締結
- メーサイ市（タイ王国）-2012年11月9日国際親善姉妹都市盟約を締結

## 地域

### 健康
- 平均年齢：【男・46.9歳、女・49.9歳】（2020年10月1日国勢調査）

### 教育

#### 高等学校
- 茨城県立結城第一高等学校
- 茨城県立結城第二高等学校
- 茨城県立鬼怒商業高等学校

#### 中学校
- 結城市立結城中学校
- 結城市立結城東中学校
- 結城市立結城南中学校

#### 小学校
- 結城市立結城小学校
- 結城市立城南小学校
- 結城市立結城西小学校
- 結城市立城西小学校
- 結城市立絹川小学校

- 結城市立江川北小学校
- 結城市立江川南小学校
- 結城市立山川小学校
- 結城市立上山川小学校

#### 特別支援学校
- 茨城県立結城特別支援学校

#### 保育園
公立園
- 上山川保育所
- 山川保育所
- 城西保育所

私立園
- あいわ保育園
- 玉岡尭舜認定こども園
- かなくぼ保育園
- 結城あすなろ保育園
- たま保育園

- つくば保育園
- 結城ふたば保育園
- みくに保育園
- 結城明照保育園

認可外園
- キッズランド結城店
- キッズクラブおるすばん結城店

#### 幼稚園
- 富士見幼稚園
- つくば幼稚園
- 結城ひかり幼稚園
- 玉岡尭舜幼稚園

### 電気
かつて結城町には電燈会社があった。1913年（大正2年）10月に結城電気を設立。1913年（大正2年）11月に事業開始した。供給区域は結城町。発電所は持たず下野電力より受電した。1922年（大正11年）茨城電力に合併された。

## 交通

### 鉄道
水戸線が北部を通る。市内3つの駅の内、中心駅は結城駅である。
- 東日本旅客鉄道
  - ■水戸線
    - 小田林駅 - 結城駅 - 東結城駅

### バス
バスは、市南部の江川南地区と古河駅を結ぶ路線が1日数本運行されているほか、結城駅北口を拠点に市内を巡回するコミュニティバスが運行されている。
- 茨城急行自動車：古河駅 - 北茂呂車庫
- 結城市巡回バス（80条バス、城南タクシーに運行委託）[12]：計7路線。曜日により運行ルートが異なるほか、日曜・祝日・お盆・年末年始は全便運休。運賃は無料である。

### 道路
- 一般国道
  - 新4号国道
    - 北方面 - 宇都宮・さくら・那須塩原・郡山・福島
    - 南方面 - 古河・春日部・東京

  - 国道50号
    - 東方面 - 筑西・桜川・笠間・水戸
    - 西方面 - 小山・佐野・足利・桐生・前橋
- 主要地方道
  - 茨城県道15号結城下妻線
  - 茨城県道17号結城野田線
  - 茨城県道20号結城坂東線
  - 茨城県道23号筑西三和線
  - 茨城県道35号宇都宮結城線
  - 茨城県道54号明野間々田線
- 一般県道
  - 茨城県道124号新宿新田総和線
  - 茨城県道146号結城石橋線
  - 茨城県道147号小金井結城線
  - 茨城県道204号結城二宮線
  - 茨城県道233号山王下妻線
  - 茨城県道264号小山結城線
  - 茨城県道292号矢畑横倉新田線
  - 茨城県道302号結城停車場線

### ナンバープレート
ナンバープレートは｢つくばナンバー｣である。ご当地ナンバーとして新設され、2007年2月13日から導入された。

## 名所・旧跡・観光スポット・祭事・催事

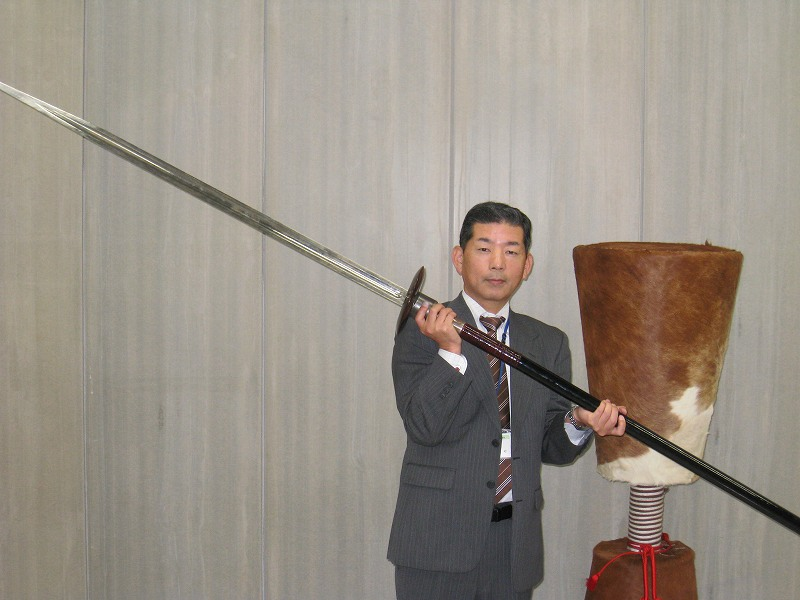
結城秀康の愛槍「御手杵」のレプリカ（ゆうき図書館蔵）

### 名所・旧跡・観光スポット
- 蔵造りの結城の街並み（国の登録有形文化財の建造物多数）
- 称名寺 (結城市)
- 乗国寺 (結城市)
- 安穏寺 (結城市)
- 弘経寺 (結城市)
- 山川不動尊
- 水野忠邦の墓
- 源翁和尚の墓
- 玉日姫の墓（親鸞の妻）
- 結城城跡（結城合戦の舞台）
- 城の内館跡
- 結城家御廟
- 結城廃寺と瓦窯跡（国の史跡）
- 結城伝統工芸館
- 結城市民情報センター
- 結城市民文化センター（アクロス）
- 結城蔵美館

### 祭事・催事
- 健田須賀神社夏季大祭（毎年7月第3日曜日〜第4日曜日の8日間）
- 祭りゆうき（毎年10月下旬）
- きものday結城（毎年11月中旬）
- 上山川諏訪神社太々神楽（毎年4月3日）（県指定無形文化財）

## 著名な出身者
- 結城朝光（結城家初代）
- 結城氏朝（結城家11代）
- 結城政勝（戦国大名、結城家16代）
- 結城晴朝（戦国大名、結城家17代）
- 結城秀康（結城家18代、家康の次男、浜松生まれ）
- 水野忠邦（江戸幕府の老中）
- 砂岡雁宕（江戸時代の俳人）
- 多田富雄（免疫学者）
- 柏原正樹（数学者）
- 新川和江（詩人）
- 宮本貴奈（ピアニスト）
- 広澤克実（元プロ野球選手・野球解説者）
- 山中庸子（童画作家）
- 多田不二（詩人）
- 利根山光人（画家、日本芸術大賞受賞）
- 大嶋宏成（元プロボクサー、98年度全日本ライト級新人王獲得、2005年引退）
- 大嶋記胤（プロボクサー）
- 宮田大三（俳優、プロデューサー）
- 中山由起枝（クレー射撃選手）
- 鈴木明良（元衆議院議員）
- 塚原頌平（元プロ野球選手、オリックス・バファローズ選手）
- 大島千穂（元茨城放送アナウンサー）
- 谷島明世（演歌歌手・民謡歌手）
- 山中尭之（プロ野球選手、オリックス・バファローズ選手、結城市立結城南中学校出身）

## 結城市を舞台にした作品
- ドラマ
  - 「さわやか3組」 - NHK教育テレビで放映されている、小学3・4年生向けの学校教育（教科は道徳）ドラマ。1998年（平成10年度）放送分の舞台となった。
  - 「朝ドラ、鳩子の海」-「NHK総合テレビ」1974年4月～1975年4月」

## 結城市でロケが行われた作品
- ゆうきフィルムコミッションロケ実績
- ルーキーズ-2008年 鹿窪運動公園 野球場
- 欅坂46「黒い羊（ミュージックビデオ）」-旧商業施設　※現在は取り壊され、カワチ薬品 結城北店となっている。